# Ivan Illich
Ivan Illich (ur. 4 września 1926 w Wiedniu, zm. 2 grudnia 2002 w Bremie) – austriacki filozof i krytyk współczesnego społeczeństwa z pozycji anarchistycznych. Zyskał sławę negując powszechnie uznane autorytety i stanowiska dotyczące takich problemów jak: edukacja, system opieki zdrowotnej, zatrudnienie, energetyka, rozwój ekonomiczny i płeć.

## Życiorys
Ivan Illich był synem inżyniera, matka była Żydówką, przez co w roku 1941 usunięto go ze szkoły. Studiował teologię i filozofię na uczelniach we Florencji, Rzymie i w Salzburgu. Napisał doktorat na temat poglądów Arnolda Toynbeego. W latach 1952–1969 był kapłanem kościoła katolickiego. Od 1956 był wicerektorem Uniwersytetu Katolickiego w Portoryko. W 1961 założył placówkę naukowo-badawczą i kształceniową: Centrum Dokumentacji Międzykulturowej (CIDOC) w Cuernavaca (Meksyk). Placówka ta przygotowywała też przyszłych misjonarzy katolickich. Początkowo był wspierany przez władze kościelne, lecz z czasem jego poglądy ewoluowały, ostatecznie utracił wsparcie Kościoła i porzucił kapłaństwo.
W latach 70. i na początku lat 80. opublikował siedem książek, w których przedstawił krytykę głównych instytucji społeczeństw uprzemysłowionych. Uważał, że instytucje te realizują cele przeciwne do pierwotnie założonych. W roku 1982 ukazała się kolejna książka pod tytułem Gender dyskutująca tematykę płci i rodziny w kontekście pracy. W kolejnych latach publikował eseje, artykuły na bardzo różnorodne tematy związane z szeroko rozumianą kulturą.
W 1983 zdiagnozowano u Ivana Illicha raka ucha wewnętrznego, nie korzystał jednak z tradycyjnej pomocy medycznej, odmówił operacji i znieczulania bólu jaki doznawał z tego powodu. Choroba oszpeciła mu twarz. Ostatecznie, będąc w pełni aktywności, zmarł w 2002.

## Poglądy
Choć sam Illich nie nazywał siebie anarchistą, on i jego idee były blisko powiązane ze środowiskami lewicowego anarchizmu i liberalnego socjalizmu. Jego poglądy i działania odegrały ważną rolę w kształtowaniu się teologii wyzwolenia, choć Illich nie był jej zwolennikiem.
W swojej książce Deschooling Society sformuował koncepcję descholaryzacji społeczeństw. Illich sprzeciwiał się obowiązkowymi szkolnemu. Według niego instytucjonalizacja edukacji wpływa na instytucjonalizacje społeczeństwa. Uznał system szkolnictwa za nieefektywny, oparty na hierarchii i dostosowany do ocen, a nie wymiany idei oraz umiejętności. Zdaniem Illicha system szkolnictwa jest oparty na modelu masowej produkcji, doprowadza on do prealienacji młodych ludzi pozbawiając ich kreatywności; szkoły powinny zostać wymyślone na nowo. W książce zaproponował zastąpienie systemu edukacji przez zdecentralizowane sieci edukacyjne oparte na równości i egalitarności oraz samokształcenie w płynnych i nieformalnych układach. Według Illicha dobry system edukacji powinien zapewniać wszystkim chcącym się uczyć dostęp do zasobów w dowolnym momencie, umożliwić chcącym dzielić się wiedzą znalezienie chcących się od nich uczyć oraz umożliwić przedstawianie swoich idei tym, którzy chcą je zaprezentować społeczeństwu.
Jest uznawany za zwolennika teologii apofatycznej.

## Tłumaczenia prac na język polski
- Celebrowanie świadomości, wstęp Erich Fromm, Poznań 1994, Dom Wydawniczy Rebis, ISBN 83-7120-057-9 (Celebration of Awareness 1970)
- Społeczeństwo bez szkoły wyd. I: wstęp Bogdan Suchodolski, Warszawa 1976, Państwowy Instytut Wydawniczy, seria Biblioteka Myśli Współczesnej; wyd. II pt. Odszkolnić społeczeństwo, tłum. Łukasz Mojsak, wstęp Piotr Laskowski, posłowie: ze Zbigniewem Liberą rozmawia Jan Sowa, Warszawa 2010, Fundacja Nowej Kultury Bęc Zmiana, ISBN 978-83-62418-03-9 (Deschooling Society 1971)